# Щербатова, Мария Григорьевна
Княгиня Мари́я Григо́рьевна Щерба́това, урождённая графиня Стро́ганова (17 октября 1857, Санкт-Петербург — 20 января 1920, имение Немиров Брацлавский уезд Подольская губерния) — фрейлина двора,  благотворительница, предпринимательница, наследница части художественного собрания Строгановых и Немировской усадьбы Потоцких.

## Биография
Мария Григорьевна родилась в семье коллекционера графа Григория Сергеевича Строганова (1829—1910) и графини Марии Болеславовны Потоцкой (1839—1882), дочери Б. С. Потоцкого и М. А. Салтыковой. Была потомком двух знаменитых аристократок: Натальи Голицыной и Софии Потоцкой. Кроме дочери у Строгановых родился сын Сергей (1861—1877), рано скончавшийся.
В 1910 году после смерти отца Мария Григорьевна унаследовала дом на виа Грегориана в Риме, имевшем богатейшее собрание искусства и книг. Подробных распоряжений по поводу своей коллекции Григорий Сергеевич не оставил, и княгиня Щербатова передала всё оставленное состояние своим детям. Те в свою очередь передали ряд предметов в музеи.
княгиня подарила Императорскому Эрмитажу предметы сасанидского серебра, византийский реликварий и табернакль Беато Анжелико, а Национальной Галерее Рима — портрет Эразма Роттердамского кисти Квентина Метсиса
В 1912 году в Эрмитаж поступили также две картины: «Молящаяся святая» Якопо Селлайо и «Вознесение» сиенской школы. Однако большая часть коллекции оставалась в Риме и была распродана княгиней Еленой Петровной Щербатовой, которая, эмигрировав после революции, осталась без средств к существованию. В 1926 году Роберто Лонги писал в журнале «Dedalo»: «Распыление строгановской коллекции — уже свершившийся факт».

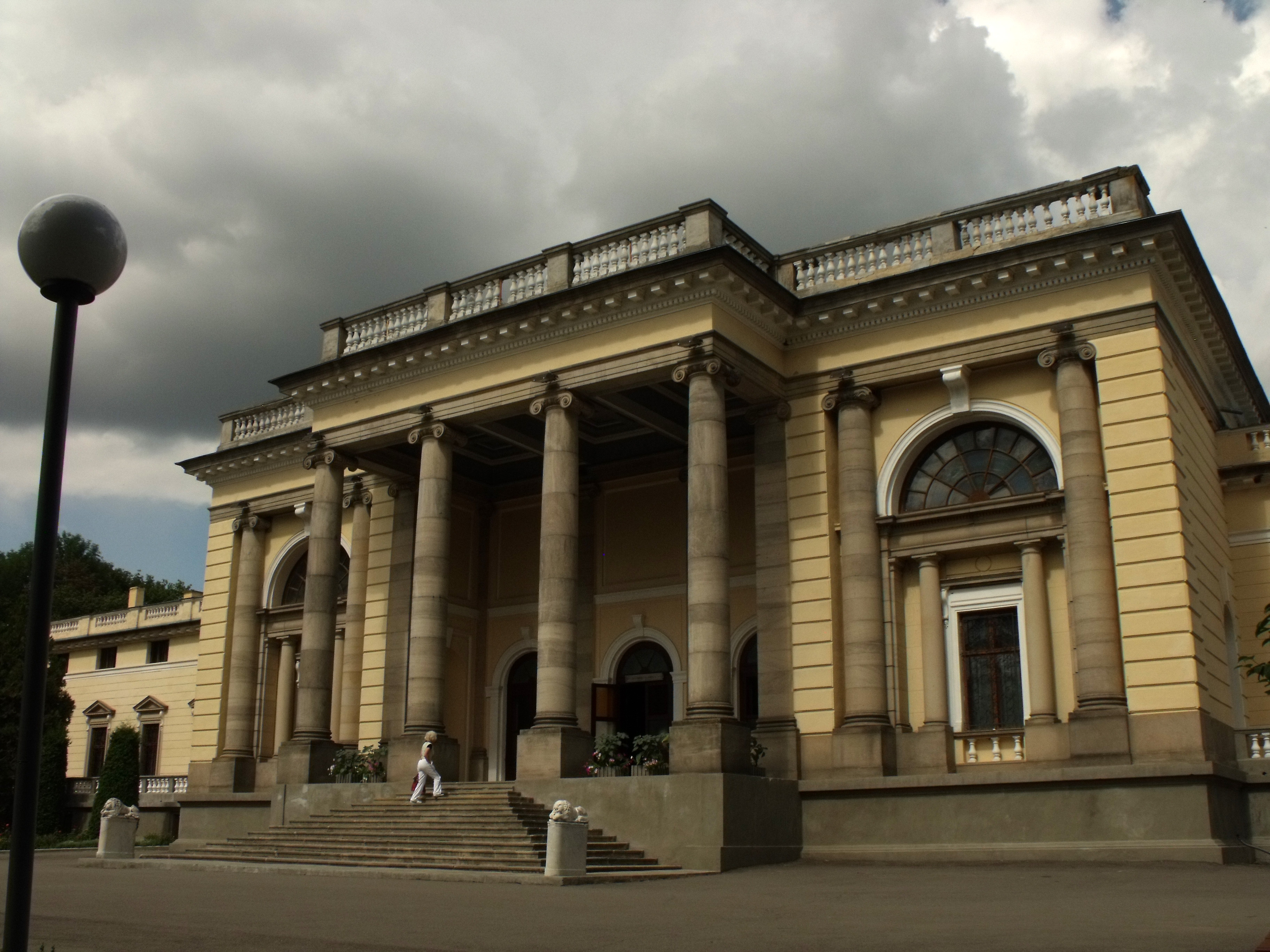
Дворец М. Г. Щербатовой в Немирове

Большую часть жизни Мария Григорьевна проводила в семейном имении Немиров. В 1872 году её отец открыл здесь винокуренный завод, и княгиня Щербатова продолжила его дело. К началу XX века винокурня производила уже более 5 тыс. полулитровых бутылок спирта в сутки. В отличие от своих конкурентов, изготавливавших спирт из дешёвого картофельного сырья, Мария Григорьевна выпускала более дорогой, но качественный зерновой спирт. В ноябре 1906 года был подписан контракт, позволявший осуществлять Немировскому спиртзаводу регулярные поставки спирта на казенные водочные заводы Москвы и Санкт-Петербурга.
Продолжая семейные традиции своего деда Болеслава Потоцкого, существенную долю средств княгиня Щербатова отдавала на благотворительные цели. В Немирове было осуществлено мощение улиц, вдоль которых поставили электрические фонари, построена бесплатная больница для бедных, содержались гимназия и монастырская школа для девочек. Княгиня финансировала строительство Киевского политехнического института, на её средства способные дети местных жителей обучались в Одессе, Киеве, Москве и Петербурге.
Мария Григорьевна выписала из Праги архитектора Иржи Стибрала, по проектам которого в Немирове были возведены новый спиртзавод, электростанция, крытый рынок, Немировский дворец и дендропарк, занявший территорию в 85 га. Строительство продолжалось с 1885 по 1917 годы.

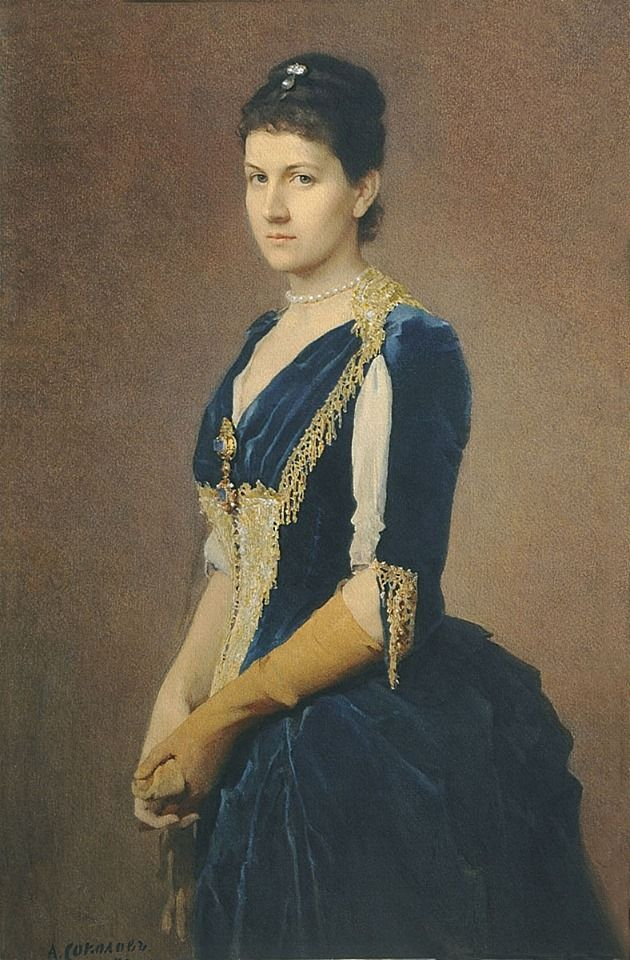
Княгиня М. Г. Щербатова на портрете А. П. Соколова (1886)

Своим спасением княгине Щербатовой обязано одно из самых больших городищ на территории Украины — Немировское. До 1908 года раскопки здесь велись жителями с целью поиска сокровищ. Мария Григорьевна пригласила профессиональных археологов. В 1909 году состоялась первая научная экспедиция под руководством профессора С. С. Гамченко, который обнаружил остатки трипольского поселения, а в 1910 году вторая — под руководством профессора А. А. Спицина.
С началом Первой мировой войны в замке располагался лазарет, где княгиня Щербатова работала в качестве сестры милосердия. С этой же целью в Немиров приехали Елена (1893—1985), Ольга (1897—1920) и Александра (1898—1987) Столыпины вместе с матерью Ольгой Борисовной и младшим братом Аркадием. Один из местных жителей вспоминал:
В 1914-м княгиня Щербатова отдала свой дворец под лазарет. И сама работала в нем сестрой милосердия вместе с тремя дочками Столыпина, приходившимися ей родней и специально приехавшими в Немиров помогать раненым.

После революции семья Щербатовых осталась в Немирове. Председатель Совнаркома Украины Христиан Раковский дал указание ревкому о неприкосновенности семьи, их дворца и парка. Но в начале января 1920 в имение вошёл отряд красноармейцев. 15 января погиб сын Марии Григорьевны, Владимир. По одной версии, он был избит тремя красноармейцами, по другой — расстрелян. 20 января Мария Григорьевна Щербатова с дочерью и подругой Марией Гудим-Левкович были расстреляны в своем имении. Местный житель вспоминал:
Они примчались ко мне: «Бежим! Там княгиню расстреляли!» Когда мы прибежали, трупы уже закопали, но не глубоко, а лишь присыпали землей. Из-под свежего холмика торчала одна нога в черной туфле. Мы кругом пошуровали, нашли куски черепов с длинными волосами, разлетевшимися в разные стороны от выстрелов в затылок».
Вместе с Щербатовыми пострадала и Ольга Столыпина, скончавшаяся спустя несколько дней.
Имение Щербатовых было национализировано. Территорию дворца занял санаторий «Авангард». Спиртзавод продолжал производить продукцию. В 1985 году здесь также начали производить кальвадос, а в 1992 году на базе кальвадосного цеха открылось частное предприятие Nemiroff.

## Семья
25 апреля 1879 году графиня Мария Григорьевна вышла замуж за своего четвероюродного брата князя Алексея Григорьевича Щербатова (1848—1912), сына князя Григория Алексеевича Щербатова и графини Софьи Александровны Паниной. Венчание было в Петербурге в церкви Св. Великомученика Пантелеймона, поручителями по жениху были полковник В. Н. Васильчиков и князь С. И. Васильчиков, по невесте — граф С. А. Строганов и барон А. Е. Мейендорф. В браке родились:
- Владимир Алексеевич (16.02.1880 — 15.01.1920, расстрелян большевиками в Немирове) — с 29.04.1915 женат на Елене Петровне Столыпиной (15.12.1893 — 02.10.1985,), дочери премьер-министра Петра Аркадьевича Столыпина и Ольги Борисовны Нейдгардт. У супругов было две дочери: Ольга (1915—1948) и Мария (1916—2005). После убийства мужа Елена Петровна покинула Россию и 29.04.1923 вступила во второй брак с князем Вадимом Григорьевичем Волконским (05.06.1895 — 23.10.1973);
- Александра Алексеевна (30.08.1881 — 20.01.1920, убита вместе с матерью большевиками) — фрейлина.